# Olha Poleakova
Olha Iuriivna Poleakova (în ucraineană Ольга Юріївна Полякова; cunoscută ca Olea Poleakova; n. 17 ianuarie 1979, Vinnîțea, RSS Ucraineană, URSS) este o actriță, cântăreață și prezentatoare de televiziune din Ucraina.

## Copilărie și studii
S-a născut la Vinița, tatăl său fiind diplomat iar mama medic pediatru.
În Vinița a absolvit Școala gimnazială nr. 13, apoi Școala de muzică (clasa pian) și Școala de cultură și arte (clasa dirijor coral). A făcut studii la Universitatea de cultură și arte din Kiev, clasa vocal de estradă și a obținut diplomă de cântăreață de operă la Academia Națională de Muzică „Piotr Ceaikovski”.

## Activitate artistică

### Carieră muzicală
Olha Poleakova și-a început cariera muzicală la sfârșitul anilor 1990, devenind laureată a festivalurilor „More druziv” (ucr. «Море друзів» – „O mare de prieteni”) din Ialta și „Kriz' ternî do zirok” (ucr. «Крізь терни до зірок» – „Prin greutăți spre stele”) din Cerkasî. În 2000 a lansat, în colaborare cu KM Studiia, un videoclip pentru piesa „Tak ne bîvaet” (rus. «Так не бывает» – „Nu se poate așa ceva”), care a intrat în emisia canalului ucrainesc Terîtoriia A. În 2001, tot la KM Studiia a fost lansat și CD-ul de debut al artistei, intitulat „Prihodi ko mne” (rus. «Приходи ко мне» – „Vino la mine”). Au fost filmate videoclipuri pentru trei din cântecele de pe album: Malvi («Мальви»), „Țilui mene” (ucr. «Цілуй мене» – „Sărută-mă”) și „Darom dam” («Даром — дам»).
În 2005 a început să colaboreze cu Oleksandr Revzin, a lansat un album comun cu cântăreața Liubașa și a înregistrat piesa „Obnimi menea” (rus. «Обними меня» – „Îmbrățișează-mă”) cu Denis Kleaver (formația Ceai vdvoiom⁠(d)). În 2008 Poleakova a lansat maxi-single-ul „Superblondinka” (rus. «Суперблондинка» – „Super blonda”), primul cântec în actuala sa imagine scenică. În 2011 a apărut cântecul „Allo” («Алло»), interpretat în duet cu Liudmila Gurcenko.
În 2012, a participat la selecția națională a Ucrainei pentru concursul muzical Eurovision. La sfârșitul aceluiași an, a început să lucreze cu Mîhailo Iasinski, directorul EA SecretService. La vestimentația sa de scenă Olha a adăugat un cocoșnic specific și a lansat piesa „Russian Style”. Noua creație a devenit populară în CSI și Coreea de Sud. Datorită acestui fapt, Poleakova a filmat o versiunea engleză a clipului și a făcut un turneu în Seul.

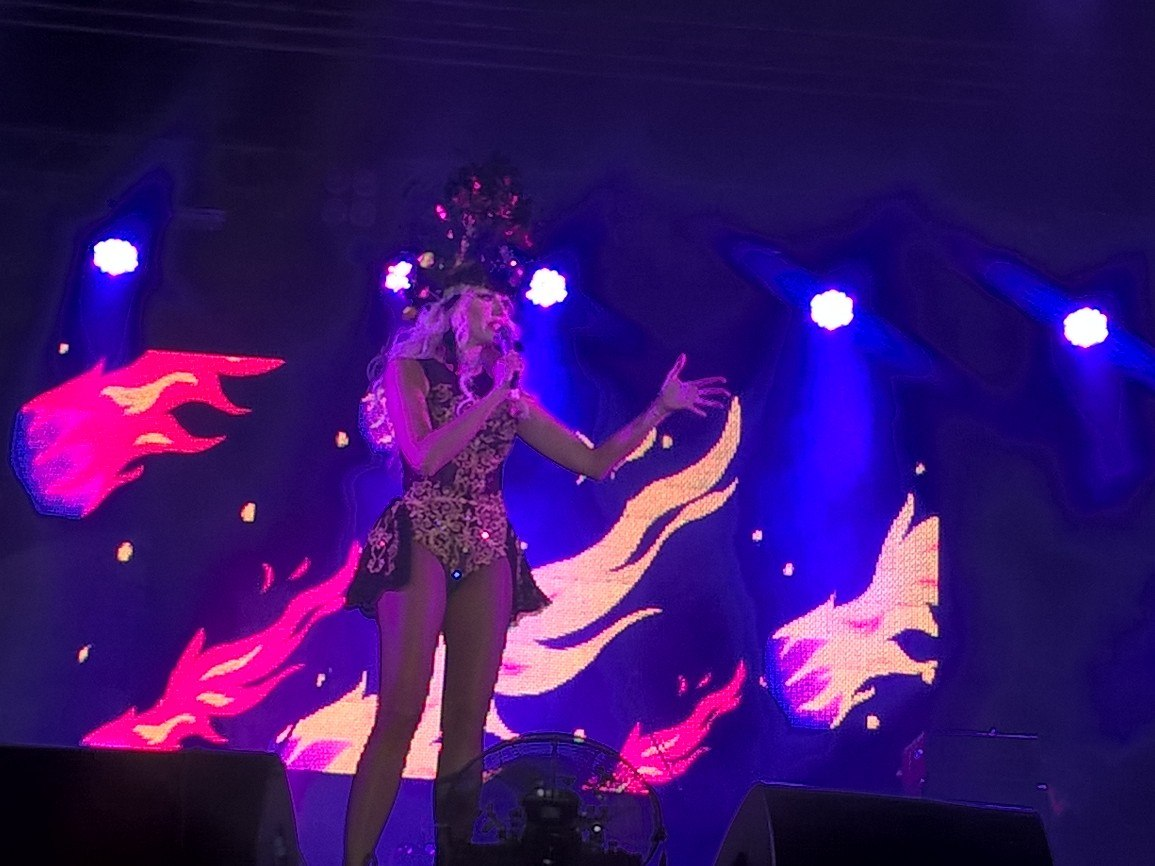
Concert în Melitopol, 2016

În mai 2013, Polyakova a lansat discut single „Șliopki” (rus. «#Шлёпки»), videoclipul căruia a fost produs de centrul de producție Mozgi Entertainment deținut de interpretul ucrainean Oleksii Potapenko. Acesta și o serie de alte single-uri au fost incluse în 2017 în cel de-al doilea album al artistei, Șliopali Șliopki.
În 2023, Olya Polyakova a cântat hitul ei legendar „Șliopki” în ucraineană și a adăugat cuvinte originale acestui cântec.
La 23 noiembrie 2018 a lansat discul single „Liubovnița” (rus. «Любовница» – „Amanta”). La 1 februarie 2019 a lansat EP-ul Koroleva noci (rus. «Королева ночи» – „Regina nopții”), care include single-ul omonim și piesele „Liod tronulsea” (rus. «Лёд тронулся» – „S-a spart gheața”) și „Zvonila” (rus. «Звонила» – „Am sunat”). Cea de-a doua jumătate a anului 2019 a fost marcată de lansarea a trei single-uri: „Ei, sekundociku” (rus. «Эй, секундочку» – „Ei, o clipă!”), „Nocinaia jrița” (rus. «Ночная жрица» – „Devoratoarea nocturnă”) și „Sveat! Sveat! Sveat!” (rus. «Свят! Свят! Свят!»), ultimul interpretându-l împreună cu Potap și Oleh Vînnîk pentru coloana sonoră a filmului Nunta trăsnită 2 (ucr. «Скажене весілля 2»).

### Carieră actoricească
În copilărie a jucat roluri episodice în show-ul televizat pentru copii Eralaș. Pe lângă alte câteva roluri episodice, Poleakova a jucat rolul principal (Ilona) în filmele Swinger-ii (ucr. «Свінгери», 2018) și Swinger-ii 2 (ucr. «Свінгери 2», 2019), semnate de regizorul lituanian Andrejs Ekis.

### Apariții la televiziune
În 2010, Poleakova, alături de Serhii Lob, a câștigat al doilea sezon al show-ului televizat „Narodna zirka” (ucr. «Народна зірка» – „Vedeta poporului”) de la canalul Ukraina. A fost unul din prezentatorii sezoanelor trei și patru ale aceluiași show.
În 2011, Olea Poleakova și Heorhii Deliev au participat la cel de-al doilea sezon al proiectului „Zirka + Zirka” (ucr. «Зірка + Зірка» – „Star + Star”) de la canalul 1+1 și au luat locul doi. În același an, a participat la emisiunea „Privet, dekret!” (rus. «Привет, декрет!» – „Bine te-am găsit, concediu de maternitate!”) la canalul M1, fiind însărcinată cu cel de-al doilea copil.
A mai participat la filmările emisiunii „Hto protî blondînok?” (ucr. «Хто проти блондинок?» – „Cine e împotriva blondelor?”). A fost membru al juriului la emisiunea „Parad porad” (ucr. «Парад порад» – „Parada sfaturilor”) la Novîi kanal și comentator în show-ul „Bohînea shoppinhu” (ucr. «Богиня шопінгу» – „Zeița cumpărăturilor”) la canalul TET. În 2011-2012 Poleakova și showman-ul rus Ivan Urgant au fost prezentatorii ceremoniei „Viva! Naikrasîviși” (ucr. «Viva! Найкрасивіші» – „Viva! Cei mai frumoși”).
În 2013 a câștigat trofeul emisiunii „Iak dvi krapli” (ucr. «Як дві краплі» – „Ca două picături”) la canalul Ukraina. A fost membră a juriului în show-ul muzical „Spivai iak zirka” (ucr. «Співай як зірка» – „Cântă ca o vedetă”) la același canal în 2015.
Face parte din juriul emisiunilor „Liha Smihu” (ucr. «Ліга Сміху» – „Liga umorului”; din 2016, canalul 1+1), „Dîvovîjni liudî” (ucr. «Дивовижні люди» – „Oameni uimitori”; din februarie 2019, canalul Ukraina) și X Factor Ucraina (din septembrie 2019).

## Activitate politică
În mai 2019, a înființat și de atunci conduce partidul politic „Partidul Blondelor” (în ucr. «Партія білявок»), „primul partid al femeilor din Ucraina” conform declarațiilor ei.

## Viață personală
Olha Poleakova este căsătorită cu Vadim Poleakov, iar cuplul are doi copii: Maria (n. 2005) și Alisa (n. 2011).

## Discografie

### Albume de studio
- «Приходи Ко Мне» / Prihodi ko mne (2001)
- «Шлёпали Шлёпки» / Șliopali Șliopki (2017)

### EP-uri
- «Королева ночи» / Koroleva noci (2018)

### Single-uri
- 2010: «Веб-камера» / „Web-kamera” (single radio)
- 2013: «#Шлёпки» / „#Șliopki”
- 2013: «Russian Style»
- 2013: «Люли» / „Liuli”
- 2014: «Асталависта, сепаратиста!» / „Astalavista, separatista!”
- 2014: «Брошенный котёня» / „Broșennîi kotionea”
- 2015: «Любовь-морковь» / „Liubov-morkov”
- 2015: «Первое лето без него» / „Pervoe leto bez nego”
- 2016: «О Боже, как больно!» / „O Boje, kak bolno!”
- 2016: «#Плавочки» / „#Plavociki”
- 2017: «Номер один» / „Nomer odin”
- 2017: «Бывший» / „Bîvșîi”
- 2018: «Мама» / „Mama”
- 2018: «Королева Ночи» / „Koroleva Noci”

## Videoclipuri
| An   | Titlu                                                                                       | Regizor                        | Album                                                 |
| ---- | ------------------------------------------------------------------------------------------- | ------------------------------ | ----------------------------------------------------- |
| 2000 | «Так не бывает» / „Tak ne bîvaet”                                                           | Irîna Kovalska                 | «Приходи ко мне» / Prihodi ko mne                     |
| 2001 | «Мальви» / „Malvi”                                                                          | Irîna Kovalska                 | «Приходи ко мне» / Prihodi ko mne                     |
| 2001 | «Цілуй мене» / „Țilui mene”                                                                 | Irîna Kovalska                 | «Приходи ко мне» / Prihodi ko mne                     |
| 2001 | «Даром дам» / „Darom dam”                                                                   | Irîna Kovalska                 | «Приходи ко мне» / Prihodi ko mne                     |
| 2006 | «Cтоп» / „Stop”                                                                             | ?                              | N/A                                                   |
| 2007 | «Обними меня» / „Obnimi menea” (Чай Вдвоём feat. Оля Полякова) – colaborare cu Ceai vdvoiom | Oleksandr Ihudin               | «Белое платье» / Beloe platie (album de Ceai vdvoiom) |
| 2008 | «Суперблондинка» / „Superblondinka”                                                         | Oleksandr Ihudin               | N/A                                                   |
| 2008 | «Мой милый мальчик» / „Moi milîi malcik”                                                    | Brad Rushing                   | N/A                                                   |
| 2009 | «Love Is…»                                                                                  | Oleksandr Ihudin               | «Шлёпали Шлёпки» / Șliopali Șliopki                   |
| 2010 | «90-60-90»                                                                                  | Maksîm Papernîk                | N/A                                                   |
| 2010 | «Web-камера» / „Web-kamera”                                                                 | ?                              | N/A                                                   |
| 2011 | «Шарик» / „Șarik”                                                                           | Viktor Skurativskîi            | «Шлёпали Шлёпки» / Șliopali Șliopki                   |
| 2012 | «Мальчикам это нравится» / „Malcikam ăto nravitsea”                                         | Olena Vînearska                | «Шлёпали Шлёпки» / Șliopali Șliopki                   |
| 2012 | «Polyakova Style»                                                                           | Olena Vînearska                | «Шлёпали Шлёпки» / Șliopali Șliopki                   |
| 2013 | «#Шлёпки» / „#Șliopki”                                                                      | Leonid Kolosovskîi             | «Шлёпали Шлёпки» / Șliopali Șliopki                   |
| 2013 | «Люли» / „Liuli”                                                                            | Olena Vînearska                | «Шлёпали Шлёпки» / Șliopali Șliopki                   |
| 2014 | «Брошенный котёня» / „Broșennîi kotionea”                                                   | Olena Vînearska                | «Шлёпали Шлёпки» / Șliopali Șliopki                   |
| 2014 | «С Новым Годом!» / „S Novîm Godom!”                                                         | Olena Vînearska                | N/A                                                   |
| 2015 | «Любовь-морковь» / „Liubov-morkov”                                                          | Olena Vînearska                | «Шлёпали Шлёпки» / Șliopali Șliopki                   |
| 2015 | «Первое лето без него» / „Pervoe leto bez nego”                                             | Olena Vînearska                | «Шлёпали Шлёпки» / Șliopali Șliopki                   |
| 2016 | «О Боже, как больно» / „O Boje, kak bolno”                                                  | Alan Badoev                    | «Шлёпали Шлёпки» / Șliopali Șliopki                   |
| 2017 | «Номер Один» / „Nomer Odin”                                                                 | Olena Vînearska                | N/A                                                   |
| 2017 | «Бывший» / „Bîvșîi”                                                                         | Dmîtro Manifest; Dmîtro Șmurak | N/A                                                   |
| 2018 | «Мама» / „Mama”                                                                             | Olea Poleakova                 | N/A                                                   |
| 2018 | «Королева Ночи» / „Koroleva Noci”                                                           | Dmîtro Manifest; Dmîtro Șmurak | «Королева ночи» / Koroleva noci                       |
| 2019 | «Лёд тронулся» / „Liod tronulsea”                                                           | Alan Badoev                    | «Королева ночи» / Koroleva noci                       |

## Filmografie

### Lungmetraje
- Confesiunea lui Don Juan / «Сповідь Дон Жуана» (2007) - rol episodic[37]
- Gheață fierbinte / «Жаркий лід» (2008) - rol episodic[38]
- Sora mea mai mare / «Моя старша сестра» (2008) - traducătoarea[39]
- Swinger-ii / «Свінгери» (2018) - Ilona[26]
- Eu, tu, el, ea / «Я, ти, він, вона» (2018) - pacienta
- Swinger-ii 2 / «Свінгери 2» (2019) - Ilona[27]

### Seriale
- «Кумськi байки» / „Kumski baikî” (2010-2011) - cameo

### Show-uri televizate
- «Дольчевіта капут!» / „Dolcevita kaput!” – Novîi kanal[40]
- «Хто проти блондинок?» / „Hto protî blondînok?” (din ucr. „Cine e împotriva blondelor?”) – Novîi kanal
- «Зірка+Зірка» / „Zirka+Zirka” (din ucr. „Star+Star”) – 1+1
- «Любов і Музика» / „Liubov i Muzîka” (din ucr. „Iubire și muzică”) – MTV Ukraina
- «Народна зірка» / „Narodna zirka” (din ucr. „Vedeta poporului”) – Ukraina[28]
- «Привет, декрет» / „Privet, dekret!” (din rus. „Bine te-am găsit, concediu de maternitate!”) – M1
- «Богиня шопінгу» / „Bohînea shopinhu” (din ucr. „Zeița shopping-ului”) – TET[30]
- «Хто зверху?» / „Hto zverhu?” (din ucr. „Cine e deasupra?”) – Novîi kanal
- «Вишка» / „Vîșka” (din ucr. „Liga superioară”) – 1+1
- «Як дві краплі» / „Iak dvi krapli” (din ucr. „Ca două picături”) – Ukraina
- «Ліга Сміху» / „Liha Smihu” (din ucr. „Liga umorului”) – 1+1
- «Зоряні яйця» / „Zoreani iaița” (din ucr. „Ouăle vedetelor”) – Novîi kanal[41]
- «Танці з зірками» / „Tanți z zirkami” (din ucr. „Dansuri cu vedete”) – 1+1[42]
- X Factor Ucraina[31]

## Premii
| An   | Subiect                 | Categorie                          | Gala de premii                             | Rezultat     | Note          |
| ---- | ----------------------- | ---------------------------------- | ------------------------------------------ | ------------ | ------------- |
| 2015 | Olha Poleakova          | Cea mai bună cântăreață            | M1 Music Awards                            | Nominalizare |               |
| 2016 | Olha Poleakova          | Cea mai bună cântăreață            | M1 Music Awards                            | Nominalizare |               |
| 2017 | Olha Poleakova          | Cea mai bună cântăreață            | M1 Music Awards                            | Nominalizare | [ 43 ] [ 44 ] |
| 2017 | Номер один / Nomer odin | Videoclipul anului                 | M1 Music Awards                            | Nominalizare | [ 43 ] [ 44 ] |
| 2017 | Номер один / Nomer odin | Gramofonul de aur                  | M1 Music Awards                            | Câștigat     | [ 43 ] [ 44 ] |
| 2017 | Бывший / Bîvșîi         | Cea mai bună prezență la ceremonie | M1 Music Awards                            | Nominalizare | [ 43 ] [ 44 ] |
| 2018 | Olha Poleakova          | Cea mai frumoasă femeie            | Viva! Найкрасивіші / Viva! Cei mai frumoși | Câștigat     | [ 45 ]        |
| 2018 | Olha Poleakova          | «Cea mai bună interpretă»          | YUNA                                       | Nominalizare | [ 46 ]        |